# Sankt Florian am Inn
Sankt Florian am Inn est une commune autrichienne du district de Schärding en Haute-Autriche.